# Хайд, Питт
Джозеф Ривз Хайд III (англ. Joseph Reeves Hyde III), известный под именем Питт Хайд (англ. Pitt Hyde) — американский предприниматель и филантроп из города Мемфис (штат Теннесси). Владелец и основатель компании AutoZone, занимающейся продажей автомобильных комплектующих и аксессуаров. Первоначально компания входила в состав семейной фирмы Malone & Hyde, но в 1979 году он преобразовал её в отдельную компанию. Также является одним из владельцев баскетбольного клуба «Мемфис Гриззлис» из Национальной баскетбольной ассоциации .
Хайди окончил Университет Северной Каролины по специальности экономика. Является членом Пресвитерианской церкви и посещал пресвитерианскую дневную школу.
Питт Хайд был включён в Автомобильный зал славы, став первым продавцом автокомплектующих, включённым в Зал славы.
Хайд является активным членом общины Мемфиса. Он сыграл большую роль в переезде баскетбольной команды «Ванкувер Гриззлис» в Мемфис, а его благотворительный фонд поддерживает множество общественных инициатив. В 2007 году Американский институт архитектуры наградил Хайда Francis Gassner Award за его вклад в строительстве инфраструктуры в городе. В 2002 году он получил AXA Liberty Bowl Distinguished Citizen Award за продвижения образовательных программ.